# Комиссаренко, Зенон Петрович
Зено́н Петро́вич Комисса́ренко (10 апреля 1891 год; г. Симферополь — 10 декабря 1980 год; г. Москва) — советский режиссёр, мультипликатор, сценарист, живописец, ученик художника Казимира Малевича.

## Биография
Зенон Комиссаренко родился 10 апреля 1891 года в городе Симферополь в семье маляра Петра Комиссаренко. Занимался в Симферопольской художественной студии. В 1912 г. переехал в Москву и поступил в Московское Училище живописи, ваяния и зодчества (МУЖВЗ). После революции продолжил обучение у К. С. Малевича, В. Е. Татлина и П. В. Кузнецова. После преобразования ГСХМ во ВХУТЕМАС принимал участие в деятельности мастерских. В начале 1920-х гг. (по другим сведениям — в 1940-е, в пору эвакуации) основал художественную школу в Ташкенте. Входил во вхутемасовскую группу проекционистов, организованную Соломоном Никритиным, и участвовал в Первой русской выставке в Берлине (1922).
В то же время Комиссаренко начал работать в кино и в 1923 г. вместе с двумя молодыми художниками-выпускниками ВХУТЕМАСа Ю. Меркуловым и Н. Ходатаевым основал «Экспериментальную мастерскую по мультипликации» при ГТК. Втроём, после неудачной попытки поработать с Я. А. Протазановым над фильмом «Аэлита», они и сняли мультипликационный фильм «Межпланетная революция». В мастерской-студии Комиссаренко, Меркулова и Ходатаева чуть позже учился И. П. Иванов-Вано, которому также в свой черёд предстояло стать патриархом отечественной мультипликации. В 1925 г. на студии «Межрабпом-Русь» Комиссаренко впервые применил «альбомный метод» рисованных фаз движения, в том же году участвовал в первой выставке киноплаката, где выступил адептом изобразительных принципов А. М. Родченко.
До Великой Отечественной войны Комиссаренко создал целый ряд других фильмов, в том числе учебных, работал на студиях «Госвоенкино», «Совкино», «Союздетфильм» и «Ленкинохроника». В это же время он пробовал себя и в других видах искусства. Вероятно, в этот период творчества он осваивал изобразительные возможности стекла (работал над витражами в Институте стекла), что впоследствии отразилось на его экспериментах с монотипией.
С 1934 года больше занимался живописью, чем кинематографией. В годы войны Комиссаренко вместе с другими кинематографистами уехал в Ташкент. Считается, что в эвакуацию он привёз все свои изобразительные произведения, большинство из которых исчезли (возможно, погибли при пожаре). После войны, вернувшись в Москву, Комиссаренко всё больше времени посвящал живописи. В начале 1960-х стал частым гостем М. В. Раубе-Горчилиной, которая предоставила ему место для работы и хранения произведений. В 1960-е годы послужил проводником по авангардно-андеграундной Москве для многих коллекционеров.
С 1960 г. и до смерти художник создал около 1000 (по другим сведениям около 600) произведений. Незадолго до смерти он переселился в Дом творчества кинематографистов «Болшево» (дом престарелых), но и там продолжал писать.
Умер Зенон Петрович Комиссаренко 10 декабря 1980 года. После смерти Раубе-Горчилиной и Комиссаренко хранителем наследия последнего стал второй муж Марии Вячеславовны — М. Е. Архангельский, получивший право подписи его работ.

## Фильмография

### Режиссёр
- 1924 — Межпланетная революция.
- 1925 — Как Авдотья стала грамотной (не сохранился).
- 1925 — Китай в огне.
- 1928 — Учись стрелять на ять! (не сохранился)
- 1933 — Тряпьё (не сохранился).

### Художник-мультипликатор
- 1924 — Межпланетная революция.
- 1925 — Как Авдотья стала грамотной (не сохранился).
- 1925 — Китай в огне.
- 1928 — Учись стрелять на ять! (не сохранился)

### Сценарист
- 1925 — Как Авдотья стала грамотной (не сохранился).
- 1933 — Тряпьё (не сохранился).